# Slaget ved Mysunde 1850
Slaget ved Mysunde, i 1850, var blandt treårskrigens sidste kamphandlinger, og den første større træfning mellem danske og slesvig-holstenske styrker, efter slaget ved Isted. Det fandt sted d. 12 september.

## Baggrund
Efter det slesvig-holstenske nederlag ved Isted, trak oprørshæren sig tilbage bag Rensborg fæstningen for at genopbygge sin styrke. Oprørshærens chef general Willisens strategi var, at forsøge at lokke danskerne ned i Holsten. Han håbede at en dansk indtrængen ind i denne tyske provins, ville trække de tyske stater tilbage ind i krigen. Han håbede også på at mulighederne ville udvikle sig så gunstige, at det tillod ham at besejre danskerne.
Det slesvig-holstenske lederskab blev snart utilfreds med den mangel på handling, denne strategi udviklede, og general Willisen blev tvunget i offensiven. Sådan en offensiv var et ekstremt svært foretagende, da danskerne var beskyttet af forsvarsværket Dannevirke som strakte sig over den centrale del af den jyske halvø, og andre steder af floder og sumpe.
General Willisen besluttede derfor at forsvaret rundt om Slesvig by var for stærkt til et direkte angreb, så han besluttede at angribe Mysunde øst her for d. 12. september

## Kampen
Mysunde forsvaredes af 1. brigade og et stærkt artilleri under oberst Krabbe. Angrebet blev afvist og slået tilbage, nok hovedsageligt på grund af artilleriet. Det fremstår uklart hvad der var Willisens præcise formål med angrebet. Hvis formålet var at erobre terræn blev det effektivt imødegået. Hvis det var rekognoscering opnåede det ikke at tilvejebringe informationer, der ikke var kendt i forvejen. At hele den slesvig-holstenske hær var opstillet i slagorden kan tyde på, at han havde håbet at den danske styrke ville angribe ud af Dannevirke. I kampens sidste fase gennemførte danskerne et modangreb, men dristede sig ikke til at komme i kamp med den slesvig-holstenske hovedstyrke.

## Efterspil
De danske tab opgjordes efter slaget til 56 døde, 163 sårede og 27 savnede. De slesvig-holstenske tab blev opgjort til 11 døde, 142 sårede og 138 savnede. Senere på måneden forsøgte Willisen med et nyt angreb, denne gang vestpå ved Frederiksstad, men også her blev den slesvig-holstenske, efter kamphandlinger, hær slået tilbage.